# Müllverwertung Borsigstraße Hamburg
Die Müllverwertung Borsigstraße GmbH (MVB) ist Betreiber einer Müllverbrennungsanlage und eines Biomassekraftwerkes in Hamburg.
Seit 1994 wird in der Borsigstraße eine Müllverbrennungsanlage betrieben, die die alte Müllverbrennung an gleicher Stelle ersetzt. Die Anlage wurde Anfang der 90er gebaut und nahm ihren Betrieb 1994 auf.
Die Verbrennungskapazität der Anlage beträgt 320.000 t pro Jahr, verteilt auf zwei Verbrennungslinien. Die bei der Verbrennung entstehende Abwärme wird durch Kraft-Wärme-Kopplung als Fernwärme für die Stadt Hamburg genutzt. Bei der Verbrennung und Abgasreinigung entstehende Stoffe werden entweder deponiert oder, falls es sich um wertvolle Rohstoffe wie Salzsäure, Gips oder Altmetall handelt, weiterverkauft. Ein Teil des entstehenden Dampfes wird an das Heizkraftwerk Tiefstack weitergeleitet.
2005 wurde auf dem Gelände der Müllverbrennung ein Biomassekraftwerk erbaut. Dieses verbrennt Holzabfälle und erzeugt bis zu 20 MW elektrische Energie und Fernwärme. Die Kapazität beträgt 150.000 t pro Jahr.
Eigentümer der Müllverwertung Borsigstraße GmbH waren bis 2014 zu 85,5 Prozent die Vattenfall Europe New Energy GmbH und zu 14,5 Prozent die Energy from Waste GmbH. Im September 2014 übernahm die Stadtreinigung Hamburg die Müllverwertung Borsigstraße GmbH für 78 Millionen Euro. Mit dem Kauf der MVB, der Stilllegung der Müllverbrennungsanlage Stellinger Moor sowie dem Vertragsende mit der MVA Stapelfeld am 31. Dezember 2016 vermindert die SRH die Verbrennungskapazität um etwa ein Drittel auf 640.000 Tonnen pro Jahr.
Im April 2024 wurde die neue Rauchgaskondensationsanlage in Betrieb genommen, die mit Hilfe von Wärmepumpen Energie aus dem Rauchgas entnimmt und in das Hamburger Fernwärmenetz einspeist. Für dieses Projekt bekam die MVB den German Renewables Award 2021.
Zum 1. August 2025 wurde die MVB GmbH mit der ZRE Zentrum für Ressourcen und Energie GmbH, unter der gleichen Adresse, verschmolzen. Die MVB GmbH wurde im Handelsregister gelöscht.

## Kritik
Bei der Planung der Müllverbrennungsanlage gab es von Seiten der Umweltschützer Bedenken gegen die Anlage, obwohl diese damals nach dem Stand der Technik und den Verordnungen des Bundesimmissionsschutzgesetzes errichtet wurde. Weiterhin wurde argumentiert, dass die Anlage nicht ausgelastet werden kann, da damals schon drei Anlagen im Hamburger Stadtgebiet präsent waren.
Beim Bau des Biomassekraftwerkes wurde wieder darauf hingewiesen, dass im Stadtteil Hamburg-Billbrook schon durch die Industrie und die Müllverbrennung eine Verminderung der Luftqualität herrscht und durch den Bau des Kraftwerkes sich diese nochmals verschlechtert.